# Échiquier châlonnais
L’Échiquier Châlonnais est un club d’échecs français basé à Châlons-en-Champagne, dans le département de la Marne. Il a gagné en 2010 le Top 16 français (aujourd'hui le Top 12 français), division élite du championnat national et en 2016 la Coupe de France par équipe. L’Échiquier Châlonnais est très actif au niveau de l'initiation du jeu d'échecs auprès des jeunes. C'est le seul club en France où toutes les écoles maternelles et primaires jouent aux échecs, notamment grâce à l'implication de neuf salariés et de deux entraîneurs de haut niveau.

## Histoire
L’Échiquier châlonnais est créé en 1946, après la Seconde Guerre mondiale. Il connaît des débuts difficiles, et précaires : les premiers joueurs utilisaient des échiquiers en carton au lieu d'échiquiers en bois. Il se structure peu à peu et son niveau de jeu s'élève. Les progrès se voient en Coupe de France, en 1977, lorsque le club élimine le club de Strasbourg, qui était alors l'un des plus forts de France.
En 1995, une nouvelle politique tournée vers les jeunes est menée par la nouvelle  présidence de Diego Salazar. Des entraîneurs internationaux sont ensuite recrutés pour les faire progresser. Le club obtient la consécration de ses efforts en 2010, lors de sa 64e année d'existence, en remportant le titre de champion de France,. 

## Championnat de France des clubs (Top 12 et Top 16)
Vice-champion de France du Top 12 en 2012 et 2013
Champion de France du Top 16 en 2010.

## Coupe de France
Vainqueur de la Coupe de France en 2016.

## Championnats de France Jeunes
En 2017, le maître international Guillaume Philippe, remporte le titre de Champion de France Cadet.
Emma ANSEEUW est devenue Championne de France Jeunes en 2020 dans la catégorie moins de 8 ans.
En 2022, à Agen, deux titres de vice-champion de France se sont rajoutés pour Emma ANSEEUW dans la catégorie moins de 10 ans et Antoine BOURNEL chez les moins de 20 ans.

## Autres équipes
L'Échiquier Châlonnais présente une équipe en N2, N1F, N2 F, N2J et N4....
Le club participe aux nombreuses compétitions organisées par la FFE.

## Structures du club
L'Échiquier Châlonnais est actif dans la diffusion du jeu d'échecs dans les écoles. Il l'enseigne dès la maternelle. Il revendique la formation aux échecs de près de 1 600 élèves chaque année.